# Emily Lima
Emily Alves da Cunha Lima (* 29. September 1980 in São Paulo) ist eine ehemalige brasilianische Fußballspielerin und aktive Trainerin. Von 2016 bis 2017 fungierte sie als erste Trainerin der Brasilianischen Fußballnationalmannschaft der Frauen.

## Werdegang als Aktive
Mit dem Fußballspielen begann Emily Lima als Vierzehnjährige beim Saad EC. Von 1997 bis 2000 gehörte sie als Nachwuchstalent der ersten professionell geführten Frauensektion des São Paulo FC an, mit der sie an der Seite der Spielführerin Sissi zwei Meisterschaften des Staates São Paulo gewann. Nachdem der SPFC seine Frauenabteilung 2000 geschlossen hatte, schloss sie sich dem Barra FC (RJ) in Teresópolis an und spielte mit ihm in der Staatsmeisterschaft von Rio de Janeiro. Im Meisterschaftshalbfinale 2001 gegen den Fluminense FC verdrehte sie sich kurz vor dem Spielabpfiff das Knie und musste in der Folge daran operiert werden, weshalb sie das siegreich gespielte Meisterschaftsfinale gegen den CR Vasco da Gama mit der jungen Marta verpasste.
Im Spätjahr 2002 begann Lima ein mehrjähriges Engagement bei verschiedenen Clubs in der spanischen Superliga. Von hier aus bemühte sie sich als Tochter eines gebürtigen Portugiesen, der selbst aber schon als Kind nach Brasilien gekommen war, um die Erlangung der portugiesischen Staatsbürgerschaft. Nachdem ihr diese 2007 gewährt wurde, lief sie von da an für das Frauenteam der portugiesischen Nationalauswahl auf. Weil ihre Knieverletzung nie ganz verheilt war und sie eine neuere Operation ablehnte, gab Lima im Jahr 2009, kurz nach einem Wechsel zu einem neapolitanischen Club in Italien, den Leistungssport und damit ihre Karriere als Aktive auf.

## Karriere als Trainerin
Zunächst einen Wechsel ins Sportmanagement favorisierend, wurde Lima von ihrem Bruder zur Annahme eines Engagements als Trainerin beim Club Portuguesa in ihrer Heimatstadt bewegt. 2013 folgte ihre Berufung als erste Übungsleiterin überhaupt in den technischen Stab der CBF, wo sie in der Talentförderung verantwortlich für die erstmalige Bildung von U15- und U17-Nachwuchskader für Mädchen war. 2014 übernahm sie das Training des São José EC in São José dos Campos, dessen Frauenteam in den Jahren zuvor große Erfolge errungen hatte. Unter ihrer Leitung gewann das Team 2015 eine weitere Staatsmeisterschaft und erreichte im selben Jahr das Finale um die nationale Meisterschaft, sowie 2016 das Finale der bis dato letztmals ausgetragenen Copa do Brasil Feminino.
Nach dem Rücktritt von Vadão als Chefübungsleiter wurde Lima am 1. November 2016 als erste Frau auf den Posten der Nationaltrainerin der „Seleção Feminina“ berufen. Ihr Wirken war bestimmt von einem von ihr forcierten Generationenwechsel für den während der vergangenen Jahre zunehmend überalterten Kader. Dazu setzte Lima verstärkt auf junge aufstrebende Talente der noch jungen nationalen Meisterschaft Brasiliens, wie z. B. Gabi Nunes (SC Corinthians), Millene (Rio Preto EC), Djenifer Becker (EC Iranduba) und Dani Neuhaus (Santos FC). Die im Ausland spielenden Ludmila (Atlético Madrid) und Letícia Santos (Eintracht Frankfurt) hatte sie zuvor schon beim São José EC trainiert. Die während dieses Umbruchs eingefahrenen Ergebnisse konnten allerdings nicht die Verbandsführung der CBF überzeugen. Besonders zu den führenden Nationen im Frauenfußball, zu denen sich Brasilien selbst zählt, war der Leistungsabstand größer geworden, wie der direkte Vergleich während des Tournament of Nations 2017 in den USA offenbarte. Eine Serie von fünf Niederlagen in sechs Spielen gegen Deutschland, USA und Australien bei nur einem Unentschieden gegen Japan im Sommer 2017 bewog die CBF am 22. September 2017 zur Abberufung Limas als Nationaltrainerin. Ersetzt wurde sie durch ihren Vorgänger Vadão, der wieder auf die bewährten, im Ausland spielenden älteren Kräfte um Marta und Formiga setzte. Die Entlassung Limas hatte in der Auswahl Solidaritätsbekundungen zu ihren Gunsten hervorgerufen, in dem die Spielerinnen Cristiane, Francielle, Rosana, Andréia Rosa und Maurine aus Protest gegen diese Entscheidung demonstrativ ihren Rücktritt erklärten, der später nur von Ersterer revidiert wurde.
Im Frühjahr 2018 übernahm Lima das Traineramt beim damals amtierenden Meister Santos FC, den sie zur Staatsmeisterschaft führte. Im Finale um die Copa Libertadores Femenina 2018 unterlag das Team im Elfmeterschießen gegen den kolumbianischen Club Atlético Huila. Nach dem zweiten Ausscheiden im Viertelfinale der brasilianischen Meisterschaft in Folge (jeweils gegen Ferroviária), erklärte Lima am 4. September 2019 ihren sofortigen Rücktritt vom Posten des Cheftrainers.

## Erfolge

### Als Spielerin
São Paulo FC
- Staatsmeisterschaft von São Paulo 1997, 1999

Barra FC
- Staatsmeisterschaft von Rio de Janeiro 2001

### Als Trainerin
Nationalmannschaft
- Vier-Nationen-Turnier in Brasilien 2016

São José EC
- Staatsmeisterschaft von São Paulo 2015

Santos FC
- Staatsmeisterschaft von São Paulo 2018